# Sant Martí
Sant Martí – stacja metra w Barcelonie, na linii 2. Stacja została otwarta w 1997.